# Богословка (Тамбовский район)
Богосло́вка — село в Тамбовском районе Тамбовской области России. 
Административный центр Богословского сельсовета.

## География
Расположено на реке Сухая Липовица, в 32 км к юго-западу от центра Тамбова.

## История
Первое упоминание населённого пункта как новопоселенная деревня Богословка относится к 1745 году и названа так, потому что основана в день святого Иоанна Богослова, праздник которого отмечается 9 октября.

## Население
| 2002 | 2010 |
| ---- | ---- |
| 1031 | ↘990 |

### Национальный состав
Согласно результатам переписи 2002 года, в национальной структуре населения русские составляли 95 % от жителей.